# Лачавес
Лачавес (на словенски: Lačaves) е село в Словения, Подравски регион, община Ормож. Според Националната статистическа служба на Република Словения през 2015 г. селото има 136 жители.